# Esperanto-komunumo
Az Esperanto-komunumo /kiejt: eszperanto komunumo/ (=eszperantó (nyelvi) közösség): Míg az eszperantó mozgalom célja az eszperantó nyelv terjesztése, az eszperantó közösség fogalma magában foglal minden eszperantistát, eszperantó nyelvű tevékenységet, még azokat is, ahol a nyelv elterjesztése nem játszik szerepet. Ezért minden eszperantó beszélő az eszperantó közösséghez tartozik, függetlenül attól, hogy a nyelv terjesztéséért dolgozik-e vagy sem. Akik kevésbé tartoznak a mozgalomhoz, azok a szervezetek, amelyek elsősorban az eszperantó alkalmazását, és nem a terjesztését támogatják: például az eszperantó kiadók többsége, a zenei kiadók, a könyvesboltok, az eszperantó találkozók egyes szervezői, az útlevélszolgálat, a baráti hálózat stb. Az „eszperantó közösség” fogalma viszonylag fiatal, csak a 20. század hetvenes-nyolcvanas éveiben használták először, és nem csak egyes szerzők, mint pl. Jerzy Leyk, Révész Sándor, Giorgio Silfer, Walter Zelazny ill. retorikai körökben. Sokan még mindig válogatás nélkül használják az „eszperantó mozgalom” kifejezést mindenre, ami az eszperantóval kapcsolatos.

## Vállalkozások
A közösségbe többek között a különböző eszperantó vállalkozások is beletartoznak:
- Esperantotur - Turisztikai cég
- LF-koop - kiadó (újságok, könyvek, hangfelvételek kiadása; találkozók szervezése): ISBN szerinti kiadói lista
- Apsike 1997 - oktatás (eszperantó oktatása munkanélküli fiataloknak, Dél-Franciaországban)
- Internacia Komerca kaj Ekonomia Federacio - kereskedelem

## Fordítás
- Ez a szócikk részben vagy egészben  az   Esperanto-komunumo című eszperantó Wikipédia-szócikk ezen változatának fordításán alapul.  Az eredeti cikk szerkesztőit annak laptörténete sorolja fel. Ez a jelzés csupán a megfogalmazás eredetét és a szerzői jogokat jelzi, nem szolgál a cikkben szereplő információk forrásmegjelöléseként.